# Läti (Ülenurme)
Läti est un village de la commune de Ülenurme du comté de Tartu en Estonie.
Au 31 décembre 2011, il compte 26 habitants.